# 5211-es mellékút (Magyarország)
Az 5211-es mellékút egy több, mint 40 kilométeres hosszúságú, négy számjegyű mellékút Bács-Kiskun vármegye északi részén; Lajosmizse és Kunszentmiklós összekapcsolását szolgálja, a köztük elterülő kiterjedt kiskunsági tanyavilág feltárásával.

## Nyomvonala
Az 5-ös főútból ágazik ki, kevéssel annak a 67+600-as kilométerszelvénye előtt, Lajosmizse központjának északi részén. Délnyugati irányban indul, Rákóczi utca néven, majd bő fél kilométer után, Lajosmizse vasútállomás térségét elérve északnyugatnak fordul, és egy rövid szakaszon így halad, a Baross Gábor tér nevet viselve. Még az első kilométere előtt, egy kanyarvétellel visszatér a kezdeti irányához, így keresztezi a Budapest–Kecskemét-vasútvonal vágányait, majd ki is lép a város belterületéről. Mintegy 4,5 kilométer megtétele után keresztezi az 5202-es utat, amely Budapest dél-pesti agglomerációjától indulva itt már több mint 56,5 kilométer megtételén van túl Kecskemét irányában.
9,6 kilométer után az út elhalad Lajosmizse, Kunbaracs és Kerekegyháza hármashatára közelében, egy rövid szakaszon kunbaracsi területen húzódik, de a tizedik kilométerétől már Kerekegyháza határai közt folytatódik. 10,6 kilométer után beletorkollik északnyugati irányból, Kunbaracs központja felől az 5212-es út, onnan szűk egy kilométernyi közös szakaszuk következik,majd különválnak: az 5212-es délkeletnek fordul, az 5211-es pedig lényegében változatlan irányban halad tovább, előbb délnyugat, kicsivel arrébb már inkább nyugat felé.
A 16. kilométerét elhagyva az út újból Kunadacs területére ér, és ott húzódik mintegy másfél kilométeren át, de 17,6 kilométer után már Kunadacs határai közt folytatódik. Itt két hosszabb szakaszon – összességében több kilométeren át – a Kiskunsági Nemzeti Park Peszéradacsi rétek nevű területrészének nyugati határa mentén húzódik, közben, a 25. kilométere táján áthalad a község belterületének északkeleti részén is, a Kunszentmiklósi út nevet viselve.
30,7 kilométer után szeli át az út Kunszentmiklós keleti határát, a 37. kilométerétől pedig  a Kiskunsági Nemzeti Park Felső-kiskunsági-puszta nevű területrészének határai között folytatódik. A védett terület nyugati határszéle úgyszólván egybeesik a belterület keleti szélével, ahol az út elhagyja a nemzeti parki területet, szinte onnantól a város házai közt halad tovább, Kecskeméti utca néven. Így is ér véget, Kunszentmiklós központjának keleti részén, beletorkollva az 5203-as útba, annak a 22+450-es kilométerszelvénye közelében; majdnem ugyanott van vége az Örkénytől induló 5205-ös útnak is.
Teljes hossza, az országos közutak térképes nyilvántartását szolgáló kira.gov.hu adatbázisa szerint 41,428 kilométer.

## Települések az út mentén
- Lajosmizse
- (Kunbaracs)
- (Kerekegyháza)
- Kunadacs
- Kunszentmiklós